# Acordo Verde Europeu
O Acordo Verde Europeu ou Pacto Ecológico Europeu (European Green Deal) é um conjunto de políticas e estratégias articulado pela Comissão Europeia a fim de conter a ameaça do aquecimento global. 
O acordo foi divulgado pela presidente da Comissão, Ursula von der Leyen, em 11 de dezembro de 2019, dizendo que "o Acordo Verde Europeu é, por um lado, sobre reduzir emissões [de gases estufa], mas, por outro, é sobre gerar empregos e dar impulso às inovações"; "nosso objetivo é reconciliar a economia com o nosso planeta" e "fazê-lo funcionar para o nosso povo".

## Aspectos principais
Dez pontos principais são enfocados:
- Zerar as emissões de gases estufa da União Europeia até o ano de 2050, ampliando as metas voluntárias estabelecidas por ocasião do Acordo de Paris de 2015.
- Fomentar a economia circular promovendo a reciclagem de resíduos e a economia no uso de materiais e recursos.
- Aumentar em até três vezes a taxa de adaptação dos edifícios a uma economia limpa.
- Zerar a emissão de poluentes e substâncias tóxicas até o ano de 2050.
- Efetivar medidas para proteção da biodiversidade e contenção do seu declínio, incluindo proteção às florestas e redução da poluição do ar e da água.
- Modificar os padrões da agricultura para reduzir significativamente o uso de pesticidas, fertilizantes e antibióticos químicos.
- Abolir o uso de combustíveis fósseis no setor de transportes e promover a transformação da frota de veículos para uso de biocombustíveis renováveis, hidrogênio ou eletricidade.
- Mobilizar recursos e incentivos financeiros, bem como assistência técnica e tecnológica, para ajuda de setores e regiões vulneráveis.
- Mobilizar recursos e incentivos financeiros para incentivo da pesquisa científica e da inovação.
- Apoiar as medidas através da diplomacia.

## Implementação
O acordo deve ser regulamentado por legislação específica. A Comissão Europeia anunciou que apresentaria uma lei climática europeia como parte do Pacto Ecológico Europeu. Com a Lei Europeia do Clima, a UE procura proporcionar uma maior segurança jurídica e previsibilidade aos cidadãos e às empresas na transformação necessária para se alcançar a neutralidade climática. Em 2020, a assembleia europeia aprovou uma redução de 60% das emissões até 2030. Os eurodeputados querem eliminar todas as subvenções diretas e indiretas aos combustíveis fósseis, o mais tardar, até 2025.
Está também prevista a revisão de todas as políticas e leis em vigor na UE para se adequarem às novas metas. Espera-se que surjam resistências e críticas de vários setores, mas de acordo com Charles Michel, presidente do Conselho Europeu, "eu e os meus colegas estamos mobilizados para elaborar uma mensagem forte, unificadora e clara que enfatize a ambição comunitária de garantir que Europa vai ser o primeiro continente a atingir a neutralidade climática em 2050".

## Políticas

### Energias limpas
Atingir a neutralidade climática até 2050 é o objetivo principal do Pacto Ecológico Europeu. Para que a União Europeia alcance esta meta, um dos objetivos é o de descarbonizar o seu sistema energético visando a neutralidade das emissões de gases com efeito de estufa em 2050. Esta importante diretiva energética é suscetível a controlos e ajustamentos, caso surjam problemas em áreas específicas. Muitos regulamentos atualmente em vigor serão também revistos. Em 2023, os Estados-Membros atualizarão os seus planos nacionais para o clima e a energia de modo a aderir ao objetivo de neutralidade climática da UE para 2030. Os princípios-chave são os seguintes:
- “dar prioridade à eficiência energética”
- “desenvolver um setor energético maioritariamente baseado em recursos renováveis”
- garantir um abastecimento energético financeiramente acessível para a UE
- ter um “mercado energético da UE completamente integrado, interligado e digital.”[7]

Em 2020, a Comissão Europeia revelou a sua estratégia para um futuro energético mais verde e mais limpo. O Plano Europeu para a Integração do Sistema Energético serve como quadro de referência para uma transição energética que inclui medidas para atingir um sistema mais circular, assim como medidas visando a implementação de uma maior eletrificação direta e o desenvolvimento de combustíveis limpos (incluindo o hidrogénio). Foi também lançada a Aliança Europeia do Hidrogénio Limpo, no seguimento do papel especial do hidrogénio nesta vasta transição.

### Indústria sustentável
Uma outra meta para atingir os objetivos de neutralidade climática da UE consiste na introdução da política Industrial para a Economia Circular. Em março de 2020, a UE anunciou o seu Plano para a Indústria cujos objetivos visam “fortalecer os cidadãos, revitalizar regiões e ter as melhores tecnologias.” Os pontos-chave desta política incluem o estímulo à modernização das indústrias, influenciando a exploração e criação de um mercado de bens pró-economia circular “com impacto neutro no clima”. Isto implica ainda mais a “descarbonização e modernização de indústrias com uso intensivo de energia, como as do aço e do cimento.”
Uma política de “Produtos sustentáveis” está também prevista, focando-se na redução do desperdício de materiais. Esta tem como objetivo assegurar-se da reutilização de produtos e do reforço dos processos de reciclagem. A maioria dos materiais visados incluem “os têxteis, os materiais de construção, os veículos, as baterias, componentes eletrónicos e plásticos.” A União Europeia pensa também que “deveria acabar com a exportação de lixo para fora do espaço europeu” e vai , portanto, “revisitar as regras sobre os carregamentos de lixo e de exportações ilegais.” A UE também mencionou que “a Comissão irá, igualmente, propor uma revisão das regras para os veículos em fim de vida, visando o estímulo de modelos de negócio mais circulares.

### Construção civil e renovação
Esta política trata do processo de construção e renovação no que diz respeito aos seus métodos atualmente insustentáveis. Muitos recursos não-renováveis são também utilizados neste processo. Assim, este plano foca-se no estímulo ao uso de métodos de construção energeticamente eficientes, tais como a construção resiliente a alterações climáticas, o aumento da digitalização e a imposição de regras referentes à eficiência energética dos edifícios. O parque de habitação social será, igualmente, renovado, de modo a reduzir a fatura energética para os menos capazes de financiar estes custos. Estas medidas visam triplicar a taxa de renovação de todos os edifícios para reduzir a poluição emitida durante os processos acima referidos.

### Do prado ao prato
A estratégia do ‘Prado ao prato” explora a questão da sustentabilidade alimentar, assim como o apoio aos produtores. (p. ex. Agricultores e pescadores). Os métodos de produção e transporte destes recursos são o que a UE considera uma abordagem amiga do ambiente, visando também o aumento da eficiência. Não se prevê que o preço e a qualidade dos bens sejam afetados no decorrer da adoção das novas medidas. As áreas específicas de ação incluem a redução de pesticidas químicos, o aumento da disponibilidade de opções alimentares saudáveis e as ajuda aos consumidores na compreensão das classificações dos produtos aos níveis da saúde e da sustentabilidade das embalagens.
Na página oficial do programa “Do Prado ao Prato” é citado Frans Timmermans, o vice-presidente executivo da Comissão Europeia, dizendo que:
“A crise do coronavírus mostrou o quão vulneráveis todos nós somos, e o quão importante é de restaurar o equilíbrio entre a atividade humana e a natureza. Temas centrais do Pacto Ecológico, as estratégias da “Biodiversidade” e do “Prado ao Prato” apontam a um novo e melhor equilíbrio da natureza, das cadeias alimentares e da biodiversidade, de modo a proteger a saúde e o bem-estar da nossa população e, ao mesmo tempo, aumentar a competitividade e a resiliência da UE. Estas estratégias são partes cruciais da grande transição na qual embarcamos.”
O programa inclui as seguintes metas:
- Tornar ecológica 25% da agricultura da UE até ao ano de 2030.
- Reduzir, em 50%, o uso de pesticidas até ao ano de 2030.
- Reduzir a perda de nutrientes para pelo menos 50%.
- Reduzir, em 50%, a utilização de agentes antimicrobianos na agricultura e aquacultura até 2030.
- Criar rótulos de sustentabilidade alimentar.
- Reduzir o desperdício alimentar em 50%, até 2030.
- Dedicar 10 mil milhões de euros à investigação e inovação relacionada com esta temática.[16]

### Eliminar a poluição
O ‘Plano de Ação para a Poluição Zero’, que a Comissão visa adotar em 2021, pretende neutralizar a poluição de “todas as origens”, limpando o ar, a água e o solo até 2050. Os padrões de qualidade ambiental estão destinados a ser cumpridos na íntegra, forçando todas as atividades industriais a permanecerem dentro dos limites de um ambiente não-tóxico. As políticas de gestão da água das indústrias agrícolas e urbanas serão supervisionadas de modo a corresponderem à política de “sem danos”. Pretende-se substituir os recursos potencialmente perigosos, como os microplásticos e os químicos (ex: produtos farmacêuticos), que representam uma ameaça para o ambiente, de modo a atingir este objetivo. A estratégia ‘Do Prado ao Prato’ contribuirá para reduzir a poluição originária da eutrofização, bem como encorajando métodos sustentáveis em matéria de produção e de transporte. 
Alguma terminologia incluída neste plano, como “não tóxico” e “zero poluição” têm sido alvo de críticas pelo Projeto de Literacia Genética, qualificando-os de não-científicos e contraditórios, dado que qualquer substância pode ser tóxica em determinadas doses e que a quase totalidade dos processos biológicos resulta em “poluição”.

### Mobilidade sustentável
A redução das emissões no setor dos transportes é outra grande área de interesse no âmbito do Pacto Ecológico Europeu. Pretende implementar-se a estratégia abrangente sobre "Mobilidade sustentável e inteligente”. Tal reforçará a adoção de combustíveis sustentáveis e alternativos nas estradas, no tráfego marítimo e no transporte aéreo, bem como fixará padrões de emissões para veículos com motor de combustão interna. A mesma estratégia visa também a disponibilizar soluções alternativas sustentáveis às empresas e ao público. Entre as várias soluções, está previsto o desenvolvimento de sistemas e aplicações inteligentes de gestão de tráfego. Visa-se a mudança de métodos de transporte de cargas, dando preferência a vias terrestres e marítimas. Pretende-se também introduzir alterações nos transportes públicos de modo a diminuir o congestionamento e a poluição da via pública. A instalação de estações de recarga para veículos elétricos pretende encorajar a compras de veículos com baixo nível de emissões. O plano ‘Céu Único Europeu’ concentra-se na gestão do tráfego aéreo de modo a melhor a segurança, a eficiência de voo e as condições amigas do ambiente.

### Biodiversidade
A estratégia em torno da proteção da biodiversidade da União Europeia avançará em 2021. Esta área de interessa engloba a gestão de áreas florestais e marítimas, a proteção do ambiente e o combate à perda de espécies e ecossistema.
Pretende-se que a reabilitação de ecossistemas afetados aconteça através da implementação de métodos biológicos de cultivo, facilitando os processos de polinização, restaurando rios selvagens (de caudal livre), reduzindo a utilização de pesticidas nefastos para a vida selvagem e para a reflorestação.  
Na página oficial da Estratégia de Biodiversidade da UE para 2030 cita-se Ursula von der Leyen, presidente da Comissão Europeia, afirmando que: "Tornar a natureza novamente saudável é essencial ao nosso bem-estar físico e mental, sendo igualmente um aliado para combater as alterações climáticas e os surtos de doenças. Tal meta está no cerne da nossa estratégia de crescimento, o Pacto Ecológico Europeu, e faz parte da recuperação europeia que contribuirá mais para o planeta do que aquilo que extrairá." A estratégia de biodiversidade é uma parte essencial da estratégia de mitigação das alterações climáticas da União Europeia. Dos 25% do orçamento europeu destinados ao combate às alterações climáticas, uma grande parte será consagrada ao restauro da biodiversidade e às soluções de origem natural.
A Estratégia de Biodiversidade da UE para 2030 incluem as seguintes metas:
- Proteger 30% do território marítimo e 30% do território terrestre, em	especial as florestas primárias e florestas seculares.
- Plantar 3 mil milhões de árvores até 2030.
- Reduzir em 50% a utilização de pesticidas até ao ano de 2030.
- Incrementar a agricultura biológica.
- Reforçar a biodiversidade na agricultura.
- Reverter o declínio dos polinizadores.
- Afetar 20 mil milhões de EUR por ano à questão da biodiversidade e	integrá-la nas práticas comerciais.

De acordo com a página oficial, cerca de metade do PIB mundial depende da natureza. Na Europa, vários setores da economia, que gera biliões de EUR por ano, dependem da natureza. Só os benefícios da Rede Natura 2000, na Europa, acrescem a 200 a 300 mil milhões de EUR por ano. Florika Fink-Hooijer, diretora-geral da Direção-Geral do Ambiente, afirmou que a UE tem a “ambição de fixar os padrões” da política mundial para a biodiversidade.